# Dyvi Stena (schip, 1984)
De Dyvi Stena is een halfafzinkbaar boorplatform dat in 1984 werd gebouwd door Mitsubishi Heavy Industries voor Stena Line. Het op de MD-500 gebaseerde MD-602-ontwerp bestaat uit twee parallelle pontons met elk vier kolommen met daarop het werkdek. Tijdens de bouw was de naam nog Stena Challenger, maar nadat het schip in beheer kwam van Dyvi werd dit Dyvi Stena. Ten tijde van de bouw was het de grootste semi ter wereld. Na de bouw werd het op de Ferncarrier van Hiroshima naar Noorwegen gebracht.
Nadat Dyvi zich terugtrok, werd de naam Stena Dee. In 2006 nam Songa Offshore het platform over als Songa Dee.